# Caleta Chaparano
Caleta Chaparano o simplemente Chaparano es un pequeño poblado costero en el margen sur del Estuario del Reloncaví, en la comuna de Cochamó, Región de Los Lagos Chile.
Se puede acceder a él a través de la Carretera Austral cruzando dese Caleta La Arena hasta Caleta Puelche, desde ahí al oriente por tierra a través de al ruta V-69. Este mismo camino siguiendo hacia el oriente llega hasta las localidades de Llaguepe,  Yates y  Río Puelo. 
Caleta Chaparano se encuentra junto al Río Chaparano y el cerro del mismo nombre.
Actualmente existe una piscicultura y cultivo de mitílidos en la bahía.